# Богушівка (гміна Бірча)

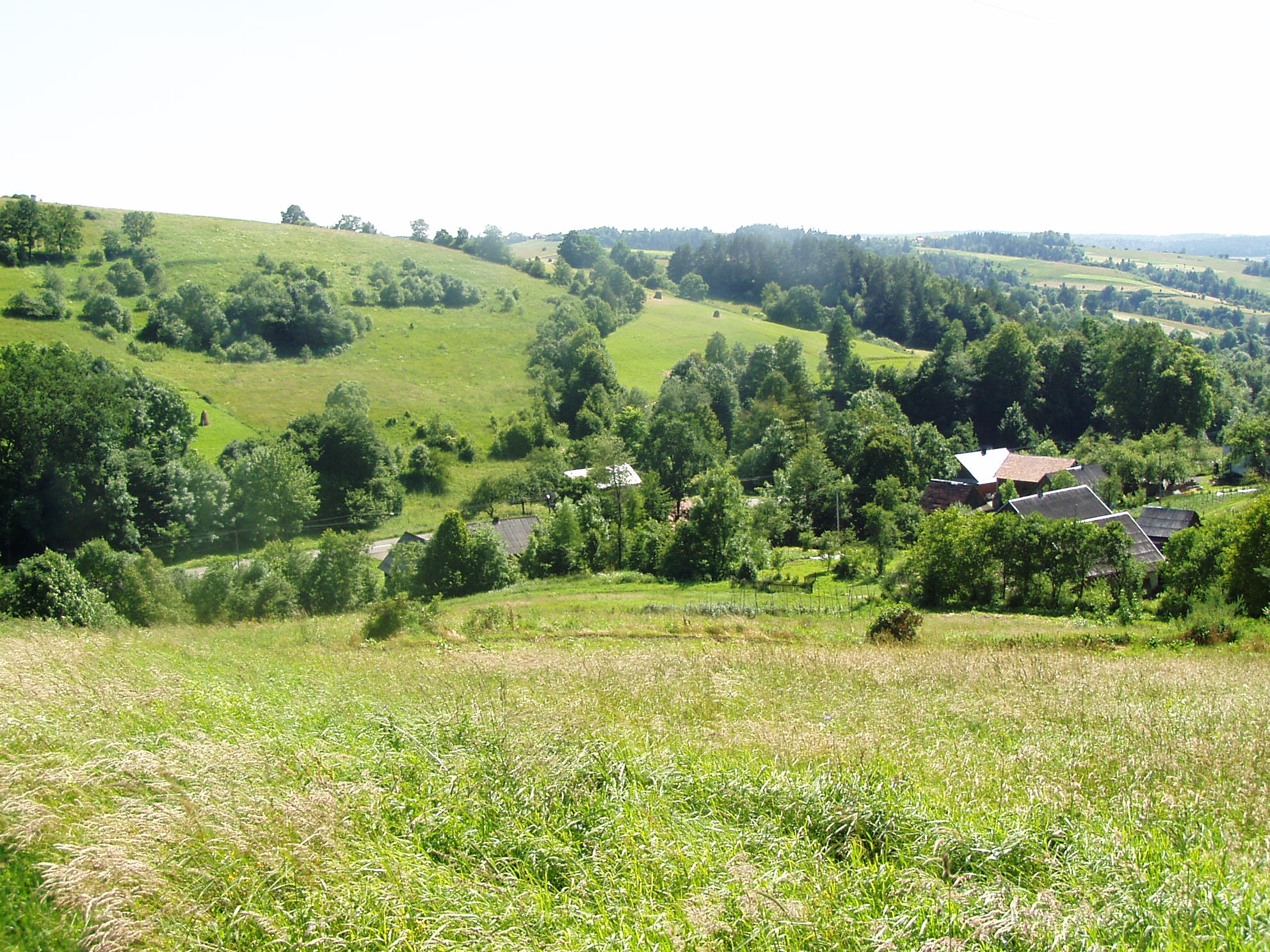
Вид на село Богушівка в напрямку Бірчі

Богушівка (Богушувка, пол. Boguszówka) — село в Польщі, у гміні Бірча Перемишльського повіту Підкарпатського воєводства.
Населення — 88 осіб (2011).

## Географія
Село знаходиться на відстані 4 кілометри на північний схід від центру гміни села Бірчі, 20 кілометрів на захід від центру повіту міста Перемишля і 51 кілометр на південний схід від столиці воєводства — міста Ряшіва.

## Історія
В XI-XIII століттях на цих землях існувало Перемишльське руське князівство зі столицею в Перемишлі, яке входило до складу Галицького князівства, а пізніше Галицько-Волинського князівства.
Після захоплення цих земель Польщею село в 1340–1772 роках входило до складу Сяноцької землі Руського воєводства Королівства Польського.
Перша згадка про село Богушівка відносяться до 1478 року.
В 1772 році внаслідок першого поділу Польщі Богушівка відійшла до імперії Габсбургів.
Після розпаду Австро-Угорщини і утворення Другої Речі Посполитої це частково українське село Надсяння, як й інші етнічні українські території (Лемківщина, Підляшшя, Сокальщина, Равщина і Холмщина), опинилося по польському боці розмежування лінії Керзона, у так званому Закерзонні, що було закріплено в Ризькому мирному договорі 1921 року.
Після нападу 1 вересня 1939 року Третього Рейху на Польщу й початку Другої світової війни та вторгнення СРСР до Польщі з 17 вересня 1939 року, Богушівка, що знаходиться на правому, східному березі Сяну, разом з іншими навколишніми селами відійшла до СРСР і ввійшла до складу Бірчанського району (районний центр — Бірча) утвореної 4 грудня 1939 року Дрогобицької області УРСР (обласний центр — місто Дрогобич).
З початком німецько-радянської війни село вже в перший тиждень було зайняте військами вермахту.
В кінці липня 1944 року село було звільнене Червоною Армією.
13 серпня 1944 розпочато мобілізацію українського населення Дрогобицької області до Червоної Армії (облвоєнком — підполковник Карличев).
В березні 1945 року Богушівка, як і весь Бірчанський район з районним центром Бірча, Ліськівський район з районним центром Лісько та західна частина Перемишльського району включно з містом Перемишль зі складу Дрогобицької області передано Польщі.
Москва підписала й 16 серпня 1945 року опублікувала офіційно договір з Польщею про встановлення лінії Керзона українсько-польським кордоном та, незважаючи на бажання українців залишитись на рідній землі, про передбачене «добровільне» виселення приблизно одного мільйона українців з «Закерзоння», тобто Підляшшя, Холмщини, Надсяння і Лемківщини.,
Розпочалося виселення українців з рідної землі. Проводячи депортацію, уряд Польщі, як і уряд СРСР, керувалися Угодою між цими державами, підписаною в Любліні 9 вересня 1944 року, але, незважаючи на текст угоди, у якому наголошувалось, що «Евакуації підлягають лише ті з перелічених (…) осіб, які виявили своє бажання евакуюватися і щодо прийняття яких є згода Уряду Української РСР і Польського Комітету Національного Визволення. Евакуація є добровільною і тому примус не може бути застосований ні прямо, ні посередньо. Бажання евакуйованих може бути висловлено як усно, так і подано на письмі.», виселення було примусовим і з застосуванням військових підрозділів.
У 1975-1998 роках село належало до Перемишльського воєводства.

## Населення
Демографічна структура станом на 31 березня 2011 року:
|          | Загалом | Допрацездатний вік | Працездатний вік | Постпрацездатний вік |
| -------- | ------- | ------------------ | ---------------- | -------------------- |
| Чоловіки | 46      | 10                 | 31               | 5                    |
| Жінки    | 42      | 5                  | 25               | 12                   |
| Разом    | 88      | 15                 | 56               | 17                   |

- 1785–129 мешканців (27 греко-католиків, 102 римо-католики)
- 2006 — 88 мешканців